# 존 앨드리지
존 윌리엄 앨드리지(영어: John William Aldridge, 1958년 9월 18일, 리버풀 ~)는 아일랜드의 전 축구 선수이자 감독이다. 그는 현역 시절에 많은 득점을 올린 공격수로 그는 1980년대 말에 잉글랜드의 거함 리버풀에서 활약한 것으로 알려져 있다.
그는 리그에서만 330골을 기록해 잉글랜드 축구 역대 최다 득점 6위에 올라 있다.
그는 잉글랜드 태생이지만, 국제 무대에서는 아일랜드 국가대표팀 일원으로 활약했다.

## 클럽 경력

### 사우스 리버풀과 뉴포트 카운티
앨드리지는 잉글랜드의 정상급 선수로 도약하기까지 오랜 시간이 걸렸다. 그는 1970년대 중반에 리그에 속하지 않은 구단인 사우스 리버풀에서 축구를 시작하였고, 20세의 나이에 프로 무대에서 잠깐 활동을 중단하고, 1979년 5월 2일에 £3,500의 비용으로 4부 리그의 뉴포트 카운티에 입단했다.
소머턴 파크에서 활동하던 시절, 그는 "알도"(Aldo)라는 별칭으로 알려졌고, 198번의 경기에 출전하여 87골을 기록했는데, 그는 약 2.25 경기당 1골을 기록했는데, 이 중에 FA컵에서는 12경기에 무려 7번 골망을 흔들었다. 그는 토미 티넌과 데이브 그위터와 함께 소머턴 파크에서 4년을 동행했고, 뉴포트가 4부 리그에서 승격하고 1년차에 웨일스 컵의 영광을 함께했으며, 이듬해에는 UEFA 컵위너스컵에서 8강까지 올라갔다.
그는 카운티 소속으로 1979-80 시즌을 보내면서 38경기에 14골을 넣고 웨일스 컵을 우승하며 3부 리그 승격의 성과를 내는 괄목할 만한 성과를 냈다. 이듬해, 그는 리그에서 27번의 경기에 출전해 7골에 그쳐 전 시즌보다 부진했지만, 유럽대항전에서 인상적인 행진을 기록한 선수단의 일원으로 활약했다. 1981-82 시즌에는 더 인상적인 활약을 펼쳤는데, 그는 36경기에서 11골을 넣었는데, 1982-83 시즌에는 2부 리그 승격의 문턱에서 주저앉았다.
1983-84 시즌, 티넌이 떠나고, 앨드리지는 2월까지 26번 골망을 흔들었고, 카운티는 3부 리그에서 준수한 성적을 거두었다.

### 옥스퍼드 유나이티드
이후, 그는 1984년 3월 21일에 옥스퍼드 유나이티드에 매각되었다. 입단 당시 옥스퍼드 유나이티드는 짐 스미스 감독의 지도 하에 3부 리그 승격 원년을 준비하고 있었다. 그는 1984년 4월 7일, 1-0으로 이긴 월솔과의 펠로스 파크 원정 경기에서 신고식을 치렀다. 1984년 4월 20일, 그는 볼턴 원더러스와의 안방 경기에서 첫 골을 기록해 5-0 승리에 일조했다.
그는 3부 리그 우승을 거둔 시즌에 많은 출전 기회를 얻지 못했지만, 이듬해에 윌리엄 해밀턴과 공격진으로 협력하며 19년 만에 2부 리그에서 30골을 기록한 최초의 선수가 되었다. 그는 1984-85 시즌에 34골(리그 한정으로는 30골)을 기록해 구단의 단일 시즌 역대 최다 득점 기록을 거두었고, 소속 구단은 사상 첫 1부 리그 승격의 위업을 달성했다. 앨드리지는 우승의 주역으로 2부 리그 우승 메달을 목에 걸었다.
앨드리지는 27세가 된 해에 마침내 1부 리그 출전 기회를 잡았고, 잉글랜드 최상위 리그에 잘 녹아들었다. 그는 1부 리그 역대 최다 득점 3위를 기록했는데, 그 해에 그보다 많은 득점을 올린 선수는 게리 리네커와 프랭크 매캐베니밖에 없었고, 옥스퍼드 유나이티드의 1986년 리그 컵 우승 주역이 되었는데, 웸블리에서 열린 퀸스 파크 레인저스와의 결승전에서 3-0 승리에 공헌했다. 이는 지금까지의 옥스퍼드 유나이티드가 거둔 유일한 우승이었다. 그는 리그에서 인상적인 활약을 이어나갔는데, 그는 39경기에서 23골을 득점해 소속 구단이 강등을 면할 수 있도록 도왔다.
앨드리지는 1984년에서 1986년까지 전례 없는 옥스퍼드 유나이티드의 황금기에 활약한 것으로 지지자들에게 회자된다. 그는 옥스퍼드 소속으로 도합 141번 경기에 출전해 90골을 넣었는데, 1.5경기당 1골을 득점력을 올렸는데, 17번의 리그 컵 경기에서 14번 득점을 올렸다. 그는 1986년 9월 24일에 질링엄과의 리그 컵 경기에서는 4골을 기록했고, 세 차례 해트트릭을 기록했는데, 첫 해트트릭은 1984년 11월 24일 5-2로 이긴 리즈 유나이티드와의 경기에서 기록했다. 그는 1986년 11월 8일에 알렉스 퍼거슨의 맨체스터 유나이티드 임기 첫 경기에 승리를 가져다 준 두 골 중 한 골을 기록해 1986-87 시즌에도 훌륭한 행보를 이어나갔다.

### 리버풀
1987년 1월, 그는 필연적으로 규모가 더 큰 구단으로 이적했다. 리버풀은 1986-87 시즌을 끝으로 이언 러시를 유벤투스에 보내면서 검증되고 경험 있는 대체자를 물색했다. 당시, 리버풀 태생의 앨드리지가 1부 리그의 정상급 골잡이로 정평이 났고, 러시와 체격적 조건을 쏙 빼 닮았다. 1987년 1월 27일, 그는 케니 달글리시의 선수단에 £750,000의 이적료로 입단했고, 본래 러시와 함께 공격진을 구측했으며(당시 선수 겸 감독이 된 달글리시와 또다른 공격수 폴 월시를 대신하게 되었다) 간간히 후보로 출전했다. 달글리시는 첼시의 데이비드 스피디나 아스널의 찰리 니콜라스 등과 몇 달 동안 저울질을 하다가 앨드리지를 낙점했다.
리버풀은 그 해를 빈손으로 마무리했는데, 웸블리에서 열린 리그컵 결승전에서 아스널에 패할 당시 그는 이 경기에 출전 자격이 없었다.
1986-87 시즌 중도에 리버풀로 이적할 당시, 앨드리지는 옥스퍼드 소속으로 25경기에 출전해 이미 15골을 기록했다.
앨드리지는 1987년 2월 21일에 붉은 군단의 신고식을 치렀는데, 그는 2-2로 비긴 애스턴 빌라와의 빌라 파크 리그 원정 경기에서 46분에 크레이그 존스턴과 교체되어 들어갔다.
그는 리버풀에서의 1호골을 2월 28일에 기록했는데, 그는 안필드 안방에서 열린 사우샘프턴과의 리그 경기에서 60분에 골망을 흔들었는데, 이 골은 1-0 결승골이 되었다.
앨드리지는 러시를 대신해야 한다는 압박을 재빨리 떨쳤다. 러시가 떠난 후, 앨드리지는 26골을 기록하며 리버풀의 화려한 시즌을 장식했는데, 처음 9번의 리그 경기에서 득점을 올렸고, 이전 시즌부터 이어온 기록과 도합하여 10경기 연속 득점에 성공했다.
그는 새로 입단한 피터 비어슬리와 존 반스와 함께 리버풀의 공격 삼각편대를 구성했는데, 리버풀은 이 시즌에 1부 리그에서 단 2패만을 기록했는데, 처음 29번의 경기에서 무패행진을 기록했다. 리버풀은 1987-88 시즌에 단 두 번의 패만 허용하고, 이웃 맨체스터 유나이티드와 승점 9점 차로 우승을 거두었는데, 시즌 대부분 기간 동안 두 구단의 승점차는 훨씬 컸다. 그는 1987-88 시즌에 등번호 8번을 달고 활약했는데, 케니 달글리시는 앨드리지가 9번(러시가 떠나면서 공석이 된 등번호)을 달 경우 압박을 느낄 것이라 판단했기 때문이었고, 9번의 주인공은 측면 공격수 레이 휴턴이 달았는데, 그도 1987년에 앨드리지를 따라 앤필드로 둥지를 옮겼다. (앨드리지 또한 등번호 8번을 선호했는데, 이는 그의 우상이자 리버풀 전설이었던 로저 헌트가 달았던 등번호였기 때문이었다.)
앨드리지는 노팅엄 포리스트와의 FA컵 준결승전에서 혼자 2골을 넣어 2-1 승리를 견인했는데, 이 중 한 골은 조직적인 협력으로 두고두고 회자되는 가위차기로 넣은 골이었다. 그는 효율적인 페널티 킥 주자이기도 했는데, 뻔히 예측이 되는 페널티 킥 주자이기도 해서, 리버풀의 시즌을 비극으로 마무리케 했다. 윔블던이 웸블리에서 열린 결승전에서 1-0으로 앞서나간 후반전 와중에 리버풀은 앨드리지가 걸려넘어지면서 페널티 킥을 찰 기회를 잡았다. 윔블던의 골키퍼 데이브 비전트는 앨드리지의 페널티 킥을 항상 왼쪽으로 찼다는 것을 파악하고, FA컵 결승전에서도 앨드리지가 같은 방향으로 차자 비전트는 같은 방향으로 몸을 날려 선방했다. 비전트는 웸블리의 FA컵 결승전에서 페널티 킥을 막아낸 최초의 수문장으로 이름을 남겼다. 앨드리지의 실축은 리버풀에서 그가 실축한 첫 페널티 킥이었다. 이로 말미암아 리버풀은 결승전에서 0-1로 석패했다.
이듬해는 앨드리지에게 고난과 다사다난함의 순간이었다. 러시가 이탈리아 정착에 실패하면서, 리버풀은 £2.8M에 그를 시즌이 시작하기 전에 앤필드로 도로 불러들였다. 그로 인해 앨드리지가 전력 외로 밀려날 것이라는 의혹이 제기되었으나, 케니 달글리시 감독은 (비록 두 선수는 공격 작업을 협력하기에 매우 유사한 선수였으나) 두 선수를 수시로 동시 출격시키며 일축했고, 앨드리지는 이 해에 러시보다 더 좋은 활약을 펼쳤는데, 러시는 친정에 재적응하는데 고전한 것은 물론, 부상 문제로 고전했다. 웸블리에서 열린 윔블던과의 채리티 실드 경기에서, 앨드리지는 경기에 출전해 홀로 2골을 기록해 2-1 승리를 견인해 FA컵 결승전에 당한 패배를 설욕했다. 앨드리지는 계속해서 득점 행진을 이어나갔는데, 앨드리지는 러시와 비어슬리와 함께 공격진을 구축했는데, 이 중 러시는 수 차례 부상으로 결장하거나 후보로 대기하는 경우가 많았다. 일 주 후인 찰턴 애슬레틱과의 리그 개막 원정 경기에서 해트트릭을 기록해 3-0 승리를 홀로 주도했다. 그는 5-0으로 이긴 루턴 타운과의 3월 14일 경기에서도 해트트릭을 완성해 시즌 리그 득점 횟수를 15회까지 늘렸다. 그는 5월 13일 2-1로 이긴 윔블던과의 원정 경기에서 20호골을 넣었고, 22골로 선수단의 리그 득점 1위에 올랐고, FA컵에서는 8골, 리그 컵에서는 2골을 넣었고, 채리티 실드에서는 2골을 추가해, 모든 대회를 통틀어 34번의 득점을 올렸다.
1989년 4월 15일, 셰필드에서 열린 노팅엄 포리스트와의 FA컵 결승전에서 힐즈버러 참사로 96명의 리버풀에서 원정온 지지자들이 압사로 목숨을 잃자, 리버풀 태생이자 유년 시절부터 리버풀을 지지했던 앨드리지는 비극에 큰 충격을 받았다. 그는 경기 포기를 고려하면서도 다수 희생자들의 장례식에 참가해, 부상자와 유족들을 위로했다.
그는 연기된 노팅엄 포리스트와의 FA컵 준결승전에 출전했는데, 리버풀은 올드 트래퍼드에서 열린 준결승전에서 3-1로 이겼다. 웸블리에서 열린 머지사이드 숙적 에버턴과의 결승전에서, 그는 4분 만에 골망을 흔들면서 작년의 페널티 킥 실축을 만회했다. 역설적이게도, 앨드리지와 교체되어 들어간 러시는 연장전에 2골을 추가해 승부에 쐐기를 박았고, 리버풀은 3-2 승리를 쟁취했다. 그는 이 시즌에 리그에서 21골을 넣었고, 모든 대회를 도합해 31골을 기록해 리그에서 손꼽히는 골잡이임을 재확인했다.
리버풀은 1988년에 윔블던과의 컵대회 결승전 패배로 무산되었던 리그와 FA컵 "2관왕을 1986년 이래 3년 만에 기록할 기회를 잡았는데, 아스널과의 안필드 안방 경기인 우승 결정전에서 이겨야만 했다. 앨드리지는 이 경기에 출전해 아스널과의 경기에서 2골 차로 지지 않는 한 우승할 수 있었지만, 추가 시간까지 0-1로 밀린 가운데, 리버풀은 마이클 토머스에게 막판 추가골을 실점하면서 리그 우승이 무산되었다. 앨드리지는 종료 호각 소리를 듣자 경기장에 주저앉아 비탄에 잠겼고, 아일랜드 국가대표팀 동료 데이비드 오리어리가 근처에서 그를 도울 때에 분노에 찬 반응을 보였다.
앨드리지는 유년 시절에 지지했던 구단 소속으로 104경기에 출전해 63골을 기록했는데, 이 중 50골은 풋볼 리그에서 기록했다.

### 레알 소시에다드
이듬해 러시는 안필드 적응을 마치고, 달글리시 감독이 다시 4-4-2 배치 형태를 꺼내들어 러시와 비어슬리를 2명의 공격수로 중용하면서, 리버풀은 바스크 연고의 레알 소시에다드와 1989년 9월 초에 앨드리지 이적의 합의를 보았는데, 앨드리지는 이 시즌이 시작하고서 리그에서 2경기에 출전했었다.
이 이적을 통해 앨드리지는 수십 년 만에 왕가 소속으로 활약한 최초의 비(非)바스크 선수로 기록되었고, 기존까지 지켜오던 제한적 영입 정책을 폐기했다. 리버풀을 떠나기 전, 그는 9-0의 기록적인 승리를 기록한 크리스털 팰리스와의 경기에서 교체로 들어가 스피온 콥 앞에서 페널티 킥을 성공했다. 그는 경기 후 관중에게 유니폼과 축구화를 던졌고, 이튿날인 1989년 9월 13일에 바스크 연고 구단과 계약을 맺었다.
앨드리지는 당시 레알 소시에다드의 안방인 아토차에서 인기 선수였는데, 75번의 경기에 40골을 기록했다. 그는 스페인 무대에서 대성공을 거두었지만, 가족이 바스크 주에서의 다른 삶의 방식에 적응하지 못했고, 몇몇 레알 소시에다드 지지자들은 그가 바스크인이 아니라는 이유로 그를 인정하지 않았다: 경기장에 그를 험담하는 낙서가 새겨졌고, 앨드리지가 거리를 건널 때 지지자들은 바닥에 침을 뱉었다. 1991년, 앨드리지는 또다른 리버풀의 전 공격수이자 신임 감독인 존 토샥에게 이적 요청을 하였고, 그는 2년 만에 바스크 주를 떠났다.

### 트랜미어 로버스
1991년 7월 11일, 앨드리지는 트랜미어 로버스로 이적하면서 머지사이드에 복귀했다. 그는 프렌턴 파크에서의 1년차에 구단 역대 최다인 40골을 넣으면서 £250,000의 값어치 이상의 역할을 해냈는데, 40호 골 상대는 전 소속 구단이었던 옥스퍼드 유나이티드였다. 당시 50년 넘게 처음으로 2부 리그에 속해있던 트랜미어는 중위권 성적을 거두었다.
앨드리지는 1991년 8월 17일에 32세의 나이로 로버스 첫 경기를 치렀는데 상대는 브라이튼 & 호브 앨비언이었고, 골드스톤 그라운드 적지에서 2-0 승리를 챙겼다. 그는 트랜미어 선수로 7년을 활약하면서 버컨헤드 연고 구단 소속으로 294번의 경기에 출전해 174골을 기록해 1.7경기당 1골의 기록을 세웠는데, 25번의 리그 컵 경기에서는 22골을 넣었다. 앨드리지는 1997-98 시즌을 끝으로 축구화를 벗었는데, 그는 울버햄프턴 원더러스와의 프로 무대 고별전에서 2골을 기록했다.
그의 득점 능력은 소속 구단이 역대 최고 성적을 거두는데 공헌했는데, 1993년, 1994년, 그리고 1995년에 2부 리그 최상위 6위 안에 들었고, 트랜미어 로버스는 그에 따라 플레이오프전 참가 기회를 잡았지만, 결국 플레이오프 준결승전에서 패하면서 모두 승격에 실패했다. 따라서 트랜미어는 프리미어리그에 올라가지 못했고, 앨드리지의 1부 리그 복귀는 성사되지 못했는데, 이는 몇 년 전에 프렌턴 파크에서는 상상조차 못했던 대대적인 발전이었고, 1993-94 시즌 리그 컵에서는 나중에 우승을 차지한 애스턴 빌라와의 준결승전에서 승부차기까지 끌고 나갔다. 공교롭게도 애스턴 빌라는 18개월 전에 딘 사운더스(몇 년 전에 그가 옥스퍼드 유나이티드를 떠날 당시 대체자로 영입했던 선수)로 선회하기 전에 앨드리지를 영입하려 시도했다.
그는 잉글랜드에서만 739번의 경기에 출전해 411골을 기록해, 1.8경기당 1골이라는 경이로운 득점력을 과시했다.
1996년 3월 12일, 9년 동안 트랜미어 로버스를 이끌던 존 킹 감독이 하차하면서, 그는 트랜미어의 선수 겸 감독이 되었는데, 2년 뒤에 선수 활동을 중단하고 감독일에 집중하기로 결정했다. 889번의 현역 무대 경기에 출전해, 그는 476골을 기록했는데, 그의 득점력은 제2차 세계 대전 종전 이래 잉글랜드 역사상 최고 수준이었다.
그는 감독 생활을 순조롭게 시작했는데, 1995-96 시즌에 모두의 예상을 뒤엎고 트랜미어의 디비전 원 잔류에 성공했다.
트랜미어는 컵대회에서 인상적인 행보를 보였고, 거함들을 침몰시키기도 했는데, 나중에 레스터 시티에게 패한 2000 풋볼 리그 컵 결승전에 진출했고, 2000년과 2001년에는 연달아 FA컵 8강에 진출했다. 2000년 풋볼 리그 컵 결승전에서 앨드리지는 클린트 힐을 퇴장시킨 주심의 결정에 환호했던 레스터의 테오도로스 자고라키스의 뺨을 때렸다. 잉글랜드 축구 협회 관계자들은 그의 폭행을 적발하고 앨드리지에게 징계를 내렸다. 앨드리지는 따귀를 때린 사건에 대해 "저는 그[자고라키스]가 클린트의 선수 생활 최고의 순간에 모욕했다고 생각했기에 저는 그의 따귀를 때렸습니다"라고 말했다. 트랜미어 로버스는 2001년을 끝으로 잉글랜드의 3부 리그로 강등되었다. 앨드리지는 로버스가 강등되기 전인 2001년 3월에 지휘봉을 내려놓았는데, 그는 20년 가까이 감독일을 재개하지 않았다.

## 국가대표팀 경력
앨드리지는 1987년 초에 리버풀이 제의를 할 당시 이미 아일랜드 국가대표팀 출전 경험이 있었는데, 그는 조모가 애슬론 출신이었기에 아일랜드 국가대표팀 출전 자격이 있었다. (아일랜드 축구 협회가 그의 차출을 원했을 당시 옥스퍼드에서 활약하던 레이 휴턴도 아일랜드 국가대표팀 자격이 있다는 것을 확인했다) 그는 1986년 3월 26일, 랜스던 로드에서 0-1로 패한 웨일스와의 경기에서 국가대표팀 첫 경기를 치렀다. 이 경기는 잭 찰턴 감독 체제에서 치러진 첫 경기이기도 했다.
같은 해 여름, 앨드리지의 아일랜드는 잭 찰턴 감독 체제에 서독에서 열린 유로 1988 본선 진출을 확정지었는데, 이는 아일랜드의 사상 첫 국제대회 본선 진출이었다. 대회 본선에서 아일랜드는 잉글랜드를 1-0으로 이기고 소련과 1-1로 비겼지만, 나중에 우승을 차지한 네덜란드에게 패하면서 토너먼트전 진출이 좌절되었다. 당시 앨드리지는 국가대표팀에서 부진한 행보를 보였는데, 그는 협력 능력이 준수했지만, 찰튼 감독은 그의 활약에 만족하지 못했고, 20번째 국가대표팀 경기에서야 첫 국가대표팀 경기 득점을 신고했는데, 1988년 10월 19일에 랜스던 로드에서 열린 튀니지와의 경기에서 첫 국가대표팀 득점이 터졌다.
1989년 4월 26일, 앨드리지는 랜스던 로드에서 열린 스페인과의 월드컵 예선전에서 아일랜드 국가대표팀 경기에 빠졌는데, 그는 당시 힐즈버러 참사에 대한 충격으로 참가할 수가 없었다. 아일랜드는 이 경기에서 1-0으로 이겼다. 앨드리지는 마침내 주요 국제 대회 득점을 신고했는데, 그는 2-0으로 이긴 몰타와의 1990년 FIFA 월드컵 예선전 경기에서 아일랜드의 2골을 기록해 대회 본선행을 확정지었다.
앨드리지는 이탈리아에서 열린 1990년 FIFA 월드컵에서 아일랜드가 8강에 오르는 데 주역을 맡았다. 그는 마침내 국가대표팀 경기에서 득점을 올리는 데에 성공했지만, 월드컵 본선 무대에서는 득점을 올리지 못했고,(다만 1-1로 비긴 네덜란드와의 경기에서 그의 골이 취소되었다) 아일랜드는 8강에 올라 개최국 이탈리아에게 석패했다. 앨드리지는 아일랜드가 참가한 모든 경기에 출전했지만, 5경기 모두 교체로 출전했다.
아일랜드는 유로 1992의 예선 조를 무패로 마쳤지만 본선행이 좌절되었다. 앨드리지는 예선전에서 3번 골망을 흔들었지만, 3골 모두 랜스던 로드에서 열린 터키와의 첫 경기에서 나왔고, 이 경기는 5-0 승리로 마무리되었다. 이에도 불구하고 앨드리지는 아일랜드의 1994년 FIFA 월드컵 본선행을 도왔다: 그는 6골을 기록했는데, 4-0으로 이긴 라트비아와의 경기에서는 해트트릭을 완성했다.
앨드리지의 아일랜드 국가대표팀 활약상은 1994년 FIFA 월드컵의 경기장 밖에서의 일화로 회자된다. 플로리다주 올랜도에서 열린 멕시코와의 조별 리그 경기에서 0-2로 밀린 가운데, 찰턴 감독은 앨드리지를 교체로 투입하려 했지만, 그의 교체는 심판진의 굼뜬 행동으로 늦춰졌다. 감독과 선수 모두 욕설 섞인 장광설을 했는데, 이를 텔레비전 시청자가 들을 수 있을 정도였고, 앨드리지는 대기심과 FIFA 대표에 의해 제제를 당했다. 둘 모두 경기 후 징계를 받았지만, 결국 교체 투입이 되어 6분 동안 아일랜드의 만회골을 노렸고, 결국 골사냥에 성공했다. 이 경기에서 1-2로 패했지만, 앨드리지의 골은 결선 토너먼트 진출에 필요했던 골이었다. 아일랜드가 속해 있던 조의 4개국 모두 같은 승점과 골득실차로 조별 리그를 마무리했는데, 아일랜드는 1골 덜 넣은 노르웨이를 제치고 16강 진출에 성공했다.
앨드리지는 유로 1996 예선전에서도 아일랜드 국가대표팀 일원으로의 활약을 이어나갔다. 초반에 인상적인 행보를 보이던 아일랜드는 본선 진출에 실패했다. 앨드리지는 라트비아 원정 첫 경기에서 2골을 넣어 3-0 승리를 견인했고, 4-0으로 이긴 북아일랜드와의 원정 경기에서도 득점을 올렸다. 아일랜드는 라트비아와의 마지막 안방 경기에서 2골을 추가해 2-1 승리를 견인했지만, 아일랜드는 조 2위로서 참가한 네덜란드와의 1995년 12월에 안필드에서 치른 플레이오프전에서 패하면서 본선에 올라가지 못했다. 앨드리지는 당시 20골로 역대 최다 득점 기록을 세웠던 프랭크 스테이플턴과 1골 차였지만, 1998년 FIFA 월드컵 예선전 초반에 활약하고, 1996년에 트랜미어 로버스 활동에 집중하기 위해 국가대표팀 은퇴를 선언했다. 그의 마지막 국가대표팀 경기는 1996년 10월 9일, 3-0으로 이긴 마케도니아와의 경기로, 이 경기에서 교체로 출전했다.
앨드리지는 10년이 넘는 기간 동안 69번의 국가대표팀 경기에서 19골을 넣었는데, 19골 중 8골은 라트비아를 상대로 기록했다.

## 은퇴 후의 행보
앨드리지는 현재 여러 매체에서 평론가로 활동했는데, 특히 라디오 시티 96.7의 방송에서 리버풀의 안방 및 원정 경기 해설을 했다. 그는 현재도 리버풀 퇴역 선수단의 일원으로 활약한다. 1998년, 그는 하이더 자와드로 하여금 자서전을 대작하도록 했는데, 존 앨드리지: 내 얘기를 이듬해 호더 & 스토턴이 출판했다.
2006년, 그는 아일랜드 라디오-텔레비전의 채리티 유어 어 스타 대회에 참가해 매체 유명 인사로 거듭났다. 비록 천부적인 노래 소질은 없었지만, 앨드리지는 대회를 우승하고 벌어들인 상금을 템플 스트리트 대학교 아동 병원에 기부했다.
앨드리지는 그가 거쳤던 곳에서 관중들의 환영을 받았는데, 그의 고향이자 유명세를 떨치게 했던 머지사이드에서 특히 환영받았다. 이는 리버풀 축구단 공식 웹사이트의 투표가 증명하는데, 그는 26위에 이름을 올렸다. 전 세계의 리버풀 지지자 110,000명이 '콥을 들썩이게 한 선수 100인' 투표를 했고, 이 투표에서 붉은 군단의 역대 최고 선수들을 지지자들이 직접 선정했다.
2008년 3월, 앨드리지는 CD 자서전 존 앨드리지와 함께한 60 미니트 제작에 참가했다. 그는 자신의 경력에 대해 60 미니트 동안 데이비드 나이트와 심층적으로 대화를 나누었고, 이후 서명회를 열어 에브리맨 자선회의 후원으로 CD 2000장에 서명했다.
2009년까지, 앨드리지는 리버풀 빅토리아 로의 알도 주점과 협력했다. 이 주점은 아일랜드의 리버풀 지지자들이 붉은 군단의 경기를 보기 위해 들르는 장소였다.
앨드리지는 2008년에 설립된 리그에 소속되지 않은 AFC 리버풀의 후원자이기도 하다.
존 앨드리지는 2000년대 중반에 뉴스 오브 더 월드 해킹 스캔들에 연루되었다. "사람들이 말하길 제가 5년 아니면 6년 전에 해킹을 당했다고 말했습니다. 저는 왜 그들이 저를 노리는지 모르겠습니다. 저는 그리 유명 인사가 아닙니다."
앨드리지는 2011년 3월에 트위터 계정을 만들었다. 그러나, 얼마 지나지 않아 그는 맨체스터 유나이티드 지지자들과 "인간쓰레기"라는 격렬한 언쟁을 주고받았고, 결국 계정을 폐쇄했다. 이듬해, 그는 계정 복귀를 알렸다.
그는 LFC TV의 정규 경기 분석가로 활동하고 있으며, 선데이 월드와 리버풀 에코에 사설을 기고하기도 한다.

## 경력 통계

### 클럽
| 클럽                | 시즌      | 리그      | 리그 | 리그 | 컵           | 컵           | 리그 컵 | 리그 컵 | 대륙 | 대륙 | 기타 | 기타 | 합계 | 합계 | 합계 |
| 클럽                | 시즌      | 리그명    | 출장 | 골   | 출장         | 골           | 출장    | 골      | 출장 | 골   | 출장 | 골   | 출장 | 골   |      |
| 잉글랜드            | 잉글랜드  | 리그      | 리그 | 리그 | FA컵         | FA컵         | 리그컵  | 리그컵  | 유럽 | 유럽 | 기타 | 기타 | 합계 | 합계 |      |
| ------------------- | --------- | --------- | ---- | ---- | ------------ | ------------ | ------- | ------- | ---- | ---- | ---- | ---- | ---- | ---- | ---- |
| 뉴포트 카운티       | 1979–80   | 4부 리그  | 38   | 14   | 1            | 0            | 0       | 0       |      |      | 5    | 2    | 44   | 16   |      |
| 뉴포트 카운티       | 1980–81   | 3부 리그  | 27   | 7    | 1            | 0            | 4       | 2       | 4    | 2    | 2    | 1    | 38   | 12   |      |
| 뉴포트 카운티       | 1981–82   | 3부 리그  | 36   | 12   | 1            | 0            | 2       | 1       |      |      | –    | –    | 39   | 13   |      |
| 뉴포트 카운티       | 1982–83   | 3부 리그  | 41   | 17   | 5            | 2            | 3       | 1       | 6    | 1    | 55   | 21   |      |      |      |
| 뉴포트 카운티       | 1983–84   | 3부 리그  | 28   | 20   | 5            | 3            | 2       | 1       | 2    | 3    | 37   | 27   |      |      |      |
| 뉴포트 카운티       | 합계      | 합계      | 170  | 70   | 13           | 5            | 11      | 5       | 4    | 2    | 15   | 7    | 213  | 89   |      |
| 옥스퍼드 유나이티드 | 1983–84   | 3부 리그  | 8    | 4    |              |              |         |         |      |      | –    | –    | 8    | 4    |      |
| 옥스퍼드 유나이티드 | 1984–85   | 2부 리그  | 42   | 30   | 2            | 1            | 6       | 3       | –    | –    | 50   | 34   |      |      |      |
| 옥스퍼드 유나이티드 | 1985–86   | 1부 리그  | 39   | 23   | 2            | 1            | 8       | 5       | 5    | 2    | 54   | 31   |      |      |      |
| 옥스퍼드 유나이티드 | 1986–87   | 1부 리그  | 25   | 15   | 1            | 0            | 4       | 6       |      |      | 30   | 21   |      |      |      |
| 옥스퍼드 유나이티드 | 합계      | 합계      | 104  | 72   | 5            | 2            | 18      | 14      | 0    | 0    | 5    | 2    | 132  | 90   |      |
| 리버풀              | 1986–87   | 1부 리그  | 10   | 2    |              |              |         |         |      |      |      |      | 10   | 2    |      |
| 리버풀              | 1987–88   | 1부 리그  | 36   | 26   | 6            | 2            | 3       | 1       | 45   | 29   |      |      |      |      |      |
| 리버풀              | 1988–89   | 1부 리그  | 35   | 21   | 6            | 6            | 5       | 2       | 1    | 2    | 47   | 31   |      |      |      |
| 리버풀              | 1989–90   | 1부 리그  | 2    | 1    |              |              |         |         | 0    | 0    | 2    | 1    |      |      |      |
| 리버풀              | 합계      | 합계      | 83   | 50   | 12           | 8            | 8       | 3       | 0    | 0    | 1    | 2    | 104  | 63   |      |
| 스페인              | 스페인    | 리그      | 리그 | 리그 | 코파 델 레이 | 코파 델 레이 | -       | -       | 유럽 | 유럽 | 기타 | 기타 | 합계 | 합계 |      |
| 레알 소시에다드     | 1989–90   | 라 리가   | 28   | 16   | 6            | 6            |         |         |      |      |      |      | 34   | 22   |      |
| 레알 소시에다드     | 1990–91   | 라 리가   | 35   | 17   | 2            | 0            | 4       | 1       | 41   | 18   |      |      |      |      |      |
| 레알 소시에다드     | 합계      | 합계      | 63   | 33   | 8            | 6            |         |         | 4    | 1    |      |      | 75   | 40   |      |
| 잉글랜드            | 잉글랜드  | 리그      | 리그 | 리그 | FA컵         | FA컵         | 리그컵  | 리그컵  | 유럽 | 유럽 | 기타 | 기타 | 합계 | 합계 |      |
| 트랜미어 로버스     | 1991–92   | 2부 리그  | 43   | 22   | –            | –            | –       | –       |      |      | –    | –    | 43   | 22   |      |
| 트랜미어 로버스     | 1992–93   | 1부 리그  | 31   | 21   | –            | –            | –       | –       | –    | –    | 31   | 21   |      |      |      |
| 트랜미어 로버스     | 1993–94   | 1부 리그  | 34   | 21   | –            | –            | –       | –       | –    | –    | 34   | 21   |      |      |      |
| 트랜미어 로버스     | 1994–95   | 1부 리그  | 33   | 24   | –            | –            | –       | –       | –    | –    | 33   | 24   |      |      |      |
| 트랜미어 로버스     | 1995–96   | 1부 리그  | 45   | 27   | –            | –            | –       | –       | –    | –    | 45   | 27   |      |      |      |
| 트랜미어 로버스     | 1996–97   | 1부 리그  | 43   | 18   | 1            | 0            | 4       | 2       | –    | –    | 48   | 20   |      |      |      |
| 트랜미어 로버스     | 1997–98   | 1부 리그  | 14   | 5    | 0            | 0            | 0       | 0       | –    | –    | 14   | 5    |      |      |      |
| 트랜미어 로버스     | 합계      | 합계      | 243  | 138  | 1            | 0            | 4       | 2       | 0    | 0    | 0    | 0    | 248  | 140  |      |
| 합계                | 잉글랜드  | 잉글랜드  | 610  | 330  | 31           | 15           | 41      | 24      | 4    | 2    | 21   | 11   | 707  | 382  |      |
| 합계                | 스페인    | 스페인    | 63   | 33   | 8            | 6            |         |         | 4    | 1    |      |      | 75   | 40   |      |
| 경력 합계           | 경력 합계 | 경력 합계 | 673  | 363  | 39           | 21           | 41      | 24      | 8    | 3    | 21   | 11   | 782  | 422  |      |

### 국가대표팀
| 아일랜드 국가대표팀 | 아일랜드 국가대표팀 | 아일랜드 국가대표팀 | 아일랜드 국가대표팀 | 아일랜드 국가대표팀 | 아일랜드 국가대표팀 | 아일랜드 국가대표팀 |
| 연도                | 친선경기            | 친선경기            | 공식대회            | 공식대회            | 합계                | 합계                |
| 연도                | 출장                | 골                  | 출장                | 골                  | 출장                | 골                  |
| ------------------- | ------------------- | ------------------- | ------------------- | ------------------- | ------------------- | ------------------- |
| 1986                | 3                   | 0                   | 4                   | 0                   | 7                   | 0                   |
| 1987                | 1                   | 0                   | 5                   | 0                   | 6                   | 0                   |
| 1988                | 3                   | 1                   | 5                   | 0                   | 8                   | 1                   |
| 1989                | 2                   | 0                   | 5                   | 2                   | 7                   | 2                   |
| 1990                | 2                   | 0                   | 7                   | 3                   | 9                   | 3                   |
| 1991                | 1                   | 0                   | 3                   | 0                   | 4                   | 0                   |
| 1992                | 3                   | 1                   | 6                   | 4                   | 9                   | 5                   |
| 1993                | 0                   | 0                   | 6                   | 2                   | 6                   | 2                   |
| 1994                | 1                   | 0                   | 5                   | 4                   | 6                   | 4                   |
| 1995                | 0                   | 0                   | 5                   | 2                   | 5                   | 2                   |
| 1996                | 1                   | 0                   | 1                   | 0                   | 2                   | 0                   |
| 합계                | 17                  | 2                   | 52                  | 17                  | 69                  | 19                  |

### 국가대표팀 득점 기록
아래의 점수에서 왼쪽의 점수가 아일랜드의 점수이다.
| #   | 날짜             | 경기장                          | 상대       | 점수 | 최종결과 | 대회                 |
| --- | ---------------- | ------------------------------- | ---------- | ---- | -------- | -------------------- |
| 1.  | 1988년 10월 19일 | 아일랜드 더블린 랜스던 로드     | 튀니지     | 3–0  | 4–0      | 친선경기             |
| 2.  | 1989년 11월 15일 | 몰타 아타르트 타알리 국립경기장 | 몰타       | 1–0  | 2–0      | 1990년 월드컵 에선전 |
| 3.  | 1989년 11월 15일 | 몰타 아타르트 타알리 국립경기장 | 몰타       | 2–0  | 2–0      | 1990년 월드컵 에선전 |
| 4.  | 1990년 10월 17일 | 아일랜드 더블린 랜스던 로드     | 튀르키예   | 1–0  | 5–0      | 유로 1992 예선전     |
| 5.  | 1990년 10월 17일 | 아일랜드 더블린 랜스던 로드     | 튀르키예   | 3–0  | 5–0      | 유로 1992 예선전     |
| 6.  | 1990년 10월 17일 | 아일랜드 더블린 랜스던 로드     | 튀르키예   | 5–0  | 5–0      | 유로 1992 예선전     |
| 7.  | 1992년 3월 25일  | 아일랜드 더블린 랜스던 로드     | 스위스     | 2–1  | 2–1      | 친선경기             |
| 8.  | 1992년 5월 26일  | 아일랜드 더블린 랜스던 로드     | 알바니아   | 1–0  | 2–0      | 1994년 월드컵 예선전 |
| 9.  | 1992년 9월 9일   | 아일랜드 더블린 랜스던 로드     | 라트비아   | 2–0  | 4–0      | 1994년 월드컵 예선전 |
| 10. | 1992년 9월 9일   | 아일랜드 더블린 랜스던 로드     | 라트비아   | 3–0  | 4–0      | 1994년 월드컵 예선전 |
| 11. | 1992년 9월 9일   | 아일랜드 더블린 랜스던 로드     | 라트비아   | 4–0  | 4–0      | 1994년 월드컵 예선전 |
| 12. | 1993년 6월 9일   | 라트비아 리가 다우가바          | 라트비아   | 1–0  | 2–0      | 1994년 월드컵 예선전 |
| 13. | 1993년 9월 8일   | 아일랜드 더블린 랜스던 로드     | 리투아니아 | 1–0  | 2–0      | 1994년 월드컵 예선전 |
| 14. | 1994년 6월 24일  | 미국 올랜도 사이트러스 볼       | 멕시코     | 1–2  | 1–2      | 1994년 월드컵        |
| 15. | 1994년 9월 7일   | 라트비아 리가 다우가바          | 라트비아   | 1–0  | 3–0      | 유로 1996 예선전     |
| 16. | 1994년 9월 7일   | 라트비아 리가 다우가바          | 라트비아   | 3–0  | 3–0      | 유로 1996 예선전     |
| 17. | 994년 11월 16일  | 북아일랜드 벨파스트 윈저 파크   | 북아일랜드 | 1–0  | 4–0      | 유로 1996 예선전     |
| 18. | 1995년 10월 11일 | 아일랜드 더블린 랜스던 로드     | 라트비아   | 1–0  | 2–0      | 유로 1996 예선전     |
| 19. | 1995년 10월 11일 | 아일랜드 더블린 랜스던 로드     | 라트비아   | 2–0  | 2–0      | 유로 1996 예선전     |

## 수상

### 선수
뉴포트 카운티
- 웨일스 컵: 1979–80

옥스퍼드 유나이티드
- 풋볼 리그 3부: 1983–84
- 풋볼 리그 2부: 1984–85
- 풋볼 리그 컵: 1985–86

리버풀
- 풋볼 리그 1부: 1987–88
- FA컵: 1988–89
- FA 채리티 실드: 1988, 1989

### 개인
- 잉글랜드 2부 리그 득점왕: 1984–85[36]
- 잉글랜드 1부 리그 득점왕: 1987–88
- 풋볼 리그 1부 득점왕: 1994–95, 1995–96
- BBC 시즌의 골: 1987–88, 1988–89
- FAI 올해의 성인 국가대표팀 선수: 1992

### 감독
트랜미어 로버스
- 리그컵 준우승: 1999–2000

## 같이 보기
- 해외 출신 아일랜드 축구 국가대표팀 선수 목록